# Berend József
Berend József, született Böhm (Keszthely, 1903. március 6. – Budapest, 1985. március 19.) magyar agrárközgazdász, tanszékvezető egyetemi tanár, az Agrártudományi Egyetem Agrárközgazdasági Karának dékánja, illetve az egyetem Agrárgazdasági Tanszékének tanszékvezetője, az Állatorvostudományi Főiskolán az agrárgazdaságtan című tantárgy meghívott előadója.

## Élete
1903-ban született Keszthelyen, paraszti családban. Apja Böhm Endre szőlőbirtokos, édesanyja Goldner Netti. Felsőfokú tanulmányai után megszerezte a doktori fokozatot és a mezőgazdasági tudományok kandidátusa címet is. Az agrárgazdasági tudományterület széles körű elméleti és gyakorlati tudással rendelkező, nagy tapasztalatú művelője volt. Oktató-nevelő munkáját – felettesei értékelése szerint – példamutatóan látta el, előadásai magas színvonalúak, ugyanakkor könnyen érthetőek voltak, magatartását pedig közvetlenként, segítőkészként írták le. 1929. december 29-én Budapesten házasságot kötött Groszmann Rozália Jozefával. 1936-ban családi nevét Berendre változtatta, 1937. július 17-én feleségével áttértek a római katolikus vallásra.
Hosszabb ideig volt dékánja [az 1952/53-as tanévben biztosan] az Agrártudományi Egyetem Agrárközgazdasági Karának, illetve tanszékvezetője az egyetem Agrárgazdasági Tanszékének. Az Állatorvostudományi Főiskolán az agrárgazdaságtan című tantárgy meghívott előadója is volt 1959–1961 között. Egyetemi munkája mellett azonban több más területen is dolgozott, mindig vezető beosztásban. Kiterjedt tudományos munkát és ahhoz kapcsolódó irodalmi tevékenységet folytatott, valamint több társadalmi egyesületben is eredményesen tevékenykedett. Munkássága elismeréseként a Magyar Forradalmi Munkás-Paraszt Kormány 1963-ban, Losonczi Pál akkori földművelésügyi miniszter 1963. július 30-án kelt előterjesztése alapján mint egyetemi docenst egyetemi tanárrá nevezte ki.
1968. szeptember 13-án, nyugállományba vonulása alkalmából a Magyar Népköztársaság Elnöki Tanácsa – eredményes munkássága elismeréséül – kitüntetésben részesítette; a Munka Érdemrend arany fokozata kitüntetést Losonczi Pál adta át neki, aki akkor már az Elnöki Tanács elnöke volt.
Budapesten hunyt el, 1985. március 19-én; utolsó útjára 1985. április 5-én kísérték a Farkasréti temetőben, ahol a 28/1. parcella 6. sor 1. sírhelyén nyugszik. Az egyszerű, 15 cm magas terméskő kerettel szegélyezett sír felülete borostyánnal benőtt, fejfája rossz állapotú, a rajta lévő ovális alakú, öntöttvas tábla felirata is hiányos már (néhány műanyag betűje kiesett a betűtartó sínből).

## Főbb művei
- Dr. Abella Miklós – dr. Berend József: Agrárföldrajzi ismeretek